# Borostyán (televíziós sorozat)
A Borostyán (Edera) 1992-ben bemutatott olasz filmsorozat. Rendezője Fabrizio Costa. A főcímdalt (I ricordi del cuore) szerzője, Amedeo Minghi énekli.

## Történet
|  | Alább a cselekmény részletei következnek! |

A történet egy árva lányról szól, akit anyja csecsemőkorában egy apácazárda kapujában hagy, senki nem tudja, kinek a gyereke, még az apja sem szerez tudomást róla. A nyakában egy borostyánlevél-formájú medál van, erről kapja a Borostyán becenevet. Apácák nevelik fel, húszévesen eladóként egy butikban kezd dolgozni. Megismerkedik Andrea Davilával, egy jóképű gazdag fiatalemberrel, akivel egymásba szeretnek és polgárilag összeházasodnak, de Andrea anyja, Leona ellenzi a kapcsolatukat. Az asszony gyűlöli Borostyánt, és igyekszik megkeseríteni az életét. Nem hiszi, hogy Borostyán kisfia, Valerio az ő unokája. Andrea eközben Kanadába utazása során lezuhan a repülővel, és a szerencsétlenségben mostohaapja, Sergio életét veszti. Andreát is sokáig halottnak hiszik, később kiderül, hogy ő túlélte a balesetet, de amnéziás lett a sokktól, és nem ismeri fel még Borostyánt sem. Közben kiderül, hogy Borostyán apja valójában Andrea mostohaapjának a bátyja, Leona sógora, Valerio. Andrea akkor nyeri vissza az emlékezetét, amikor újabb sokkhatás éri: Leona rálő Borostyánra, de a fiát találja el. Leona azt hiszi, megölte Andreát és elmenekül, majd ápolónőként dolgozik Afrikában, hogy vezekeljen. Közben Andrea megismerkedik a démoni Melody de la Fuentével, aki egy körözött nemzetközi bűnszövetkezet tagja, és azon mesterkedik, hogy a naiv fiút magába bolondítsa és a Satti társaságot megszerezze. De egy véletlennek köszönhetően Andrea rádöbben, hogy Melody csúnyán kihasználta, és szakít a nővel. Eközben kiderül, hogy Borostyán májelégtelenségben szenved és miután a gyógyszeres kezelés nem hatott, azonnal donorra van szüksége. Leona, miután belekeveredett egy gyilkossági ügybe, és börtönbe kerül, öngyilkos lesz, hogy megmentse a lányt. A műtét sikerül, és a fiatalok boldogok lehetnek. Néhány héttel később, Claudia és Giulio esküvői mulatságán fény derül egy titokra: Borostyán ismét gyermeket vár...
|  | Itt a vége a cselekmény részletezésének! |

## Szereposztás
| Szerepnév                    | Színész(nő)           | Magyar Hang          |
| ---------------------------- | --------------------- | -------------------- |
| Rosa Maria «Borostyán» Gigli | Agnese Nano           | Kisfalvi Krisztina   |
| Andrea Davila                | Nicola Farron         | Rékasi Károly        |
| Cinzia Ravelli               | Susana Bequer         | Náray Erika          |
| Marta tisztelendő anya       | Marina Berti          | Dobos Katalin        |
| Valerio Satti                | Fernando Hilbeck      | Kristóf Tibor        |
| Sergio Satti                 | Carlo Simoni          | Vass Gábor           |
| Leona Satti                  | Maria Rosaria Omaggio | Andresz Kati         |
| Matilde                      | Didi Perego           | Kassai Ilona         |
| Gaetano Manetti              | Giacomo Furia         | Gruber Hugó          |
| Dalma de Valco               | Barbara Cupisti       | Balogh Erika         |
| Claudia de Renzis            | Marina Giulia Cavalli | Orosz Helga          |
| Franco Casiraghi             | Marzio Honorato       | Kiss Gábor           |
| Betsy                        | Jinny Steffan         | Vándor Éva           |
| Franz de Marchi ügyvéd       | Gianni Garko          | Varga T. József      |
| Melody de la Fuente          | Clarissa Burt         | Kiss Erika           |
| Ralph Cariotis               | Orso Maria Guerrini   | Rosta Sándor         |
| Dr. Giulio Gilardi           | Vanni Corbellini      | Kautzky Armand       |
| Dr. Antonio Gilardi          | Piero Nuti            | Pataky Imre          |
| Dr. John Vailant             | Luc Merenda           | Szabó Sipos Barnabás |
| Teresa nővér                 | Daniela Zanchini      | Rudolf Teréz         |
| Dario Verchelli              | Giovanni Vettorazzo   | Schnell Ádám         |
| Manfred Dresler              | Hermann Weiskopf      | Berzsenyi Zoltán     |
| Signora Benti                | Erika Blank           | Prókai Annamária     |